# Mongol gazella
A mongol gazella (Procapra gutturosa) az emlősök (Mammalia) osztályának párosujjú patások (Artiodactyla) rendjébe, ezen belül a tülkösszarvúak (Bovidae) családjába és az antilopformák (Antilopinae) alcsaládjába tartozó faj.

## Előfordulása
Mongólia középső és keleti részén, illetve Oroszország és Kína szomszédos területein él száraz sztyeppeken és pusztaságokon. Az 1950-es évekig sokkal nyugatabbra is előfordult, de Kazahsztánból már kipusztult, Nyugat-Mongóliában pedig csak Dzavhan tartományban él egy visszatelepített populáció. Élőhelyén rendkívül szélsőséges az időjárás: telente akár -30 Celsius-fokig is hűlhet az idő, miközben a párás nyarakon 40 °C is előfordulhat. A fagymentes időszak mindössze 80-120 napig tart egy évben.

## Megjelenése
A mongol gazellák bundája alapvetően világosbarna vagy barnássárga; nyaranta rózsaszínes árnyalatú, telente viszont hosszabb (akár 5 centiméteresre is megnőnek szálai) és fakóbb. A far és a hasoldal fehér, ami a tükörnél élesen elválik a sötét háttól, az oldalakon viszont fokozatosan sötétedik a hát felé. Az orr, áll és az alsó állkapocs fehér, az orrnyereg viszont valamivel sötétebb a test többi részénél. A szemek kicsik, de kidüllednek.
A mongol gazellák testhossza 100-150 centiméter között mozog, amihez 8-12 centiméteres farok csatlakozik; marmagasságuk 54-84 centiméter. Testtömegük 20-39 kilogramm. A bikák valamivel nagyobbak a nőstényeknél. Szarvai is csak a bikáknak vannak, amelyek sötétszürkék és lant alakúak, hosszuk pedig 25-40 centiméter. A teljes hosszukban enyhén recés szarvak eltartanak egymástól és hátrafelé hajlanak, így a végük nagyjából párhuzamos a hát vonalával. Szintén a bikákra jellemző, hogy – a Mongóliában szintén elterjedt golyvás gazella (Gazella subgutturosa) hímjeihez hasonlóan – a párzási időszakban megdagad a torkuk, ami golyvára emlékeztet, és az orr-rész is gumóssá válik.

## Életmódja
A mongol gazellák nyaranta 20-30 egyedet számláló, azonos nemű állatokat tömörítő kisebb csapatokban élnek, majd a tél és a párzási időszak közeledtével nagyobb, akár 120 példányból álló vegyes csordák alakulnak ki. Ezek tavasszal még nagyobb, akár 6-8000 gazellát számláló csordákba verődnek össze, így téve meg az északi vándorutat a nyári legelőkre. A vándorlás során akár napi 2-300 kilométert is megtesznek, miközben szükség esetén nagyobb vízfolyásokon is átúsznak. A mongol gazellák rendkívül kitartó és gyors futók: 12-15 kilométeren keresztül képesek akár 65 km/h-s sebességet tartani, miközben akár két méter magasra és négy-hat méteres távolságra is képesek elugrani.
A nyári legelőkre június környékén érkeznek, ekkor kialakulnak a különböző nemű kis csapatok, a nőstények pedig rövidesen megellenek. A gazellák még itt is folyamatos mozgásban vannak, naponta mintegy húsz kilométert tesznek meg, miközben táplálékot keresnek. Elsősorban a reggeli és késő délutáni órákban legelnek. Telente csekély tápértékű, hó alól kiásott fűfélékkel kell beérniük, tavasszal viszont különféle ürömfajokat, a Caragana nem tagjait, különféle hüvelyeseket és mindenekelőtt (akár 80%-ban) hagymákat fogyasztanak. A szél ellen különféle bokrok, cserjék árnyékába húzódnak, ahol kisebb gödröket kaparnak ki maguknak.

## Szaporodása
A párzási időszak novembertől januárig tart, a párzásokra a vegyes csordákban kerül sor, miközben a megdagadt torkú bikák megharcolnak egymással a nőstényekért, melynek keretében mély bőgést is hallatnak, noha a hangadás általában nem jellemző a fajra. Egy hím átlagosan tizenhárom tehenet tud maga köré gyűjteni és megtermékenyíteni. 6-7 hónapos vemhességet követően május-július folyamán jönnek világra az utódok, általában közel egy időben, hogy a nagy számuk védje őket a ragadozóktól, illetve hogy kellően megerősödhessenek télire.
Egy ellés alkalmával rendszerint egy, olykor kettő, ritkán három kis gazella jön a világra. A mintegy fél méter hosszú és három kilogrammot nyomó kicsinyek életük első 4-8 napját rejtőzködve töltik, csak utána csatlakoznak anyjukhoz. Elválasztásukra öt hónapos korukban kerül sor, az ivarérettséget a tehenek másfél, a bikák két, két és fél éves korukban érik el. Az ivarérett állatok elhagyják szülőcsordájukat. A mongol gazellák bikái körülbelül hét és fél, tehenei kilenc és fél évig élnek. Életkoruk viszonylagos rövidségét a mostoha természeti körülmények mellett fogaik gyors kopása okozza.

## Természetvédelmi helyzete
A mongol gazellák rendkívül nagy számban fordulnak elő a szabad természetben, számukat 400 000–2 500 000 közé tették a különféle becslések, de újabban az egymilliós számot tartják reálisnak. Igaz, a faj példányszámára erős fluktuáció jellemző a különféle betegségek (száj- és körömfájás, Pasteurella-fertőzés) és a váratlanul erős telek pusztításai miatt. (Keményebb teleken a mongóliai állomány harmada is elpusztulhat.) Természetes ellenségei elsősorban a szürke farkasok és az elvadult kutyák, de a kicsinyeket a vörös rókák, pusztai macskák és ragadozó madarak is fenyegetik.
Bizonyos fokú védettséget élvez Mongóliában és Kínában, de ennek betartatása általában nem megfelelő, így az engedélyezett kilövések mellett gyakori az orvvadászat is. A mongol gazellákat elsősorban húsukért és szőrméjükért vadásszák. Az állomány zömének otthont adó Mongóliában védett területeket is benépesítenek. A faj felvételét tervezik a Vándorló fajok konvenciójába.